# نيناد بان
نيناد بان (بالكرواتية: Nenad Ban) عالم كرواتي اختص في دراسة الكيمياء الحيوية، ولد في 3 مايو، 1966. يعمل أستاذا في المعهد الفدرالي للتكنولوجيا في زيوريخ والمعهد الاتحادي السويسري للتكنولوجيا.